# تادائو اوساکو
تادائو اوساکو (انگلیسی: Tadao Uesako; ۱۴ اکتبر ۱۹۲۱ – ۲۰ اکتبر ۱۹۸۶) ژیمناست هنری اهل ژاپن بود.